# Alamar (film)
Pour les articles homonymes, voir Alamar.
Pour plus de détails, voir Fiche technique et Distribution.
Alamar est un film mexicain du réalisateur Pedro González-Rubio et sorti en 2009.

## Synopsis
Le film a pour décors la barrière de corail de Chinchorro, inscrite comme « réserve de biosphère » par l’UNESCO en 2003. Natan, un jeune garçon citadin de 5 ans, retrouve son père Jorge, un pêcheur mexicain, pour quelques jours durant les vacances. Ils partent pêcher ensemble ; une complicité se renoue entre le père et son fils, entraînée par la beauté de la nature.
Entre fiction et documentaire, c'est une expérience initiatique pour le petit garçon, et contemplative pour le spectateur.

## Fiche technique
- Réalisateur : Pedro González-Rubio
- Pays de production : Mexique
- Langue : espagnol, italien
- Format : 1,78 - couleur
- Son : Dolby Digital
- Lieux de tournage : Quintana Roo, Mexique
- Durée : 73 min
- Date de sortie en France : 1er décembre 2010

## Distribution
- Jorge Machado : Jorge
- Natan Machado Palombini : Natan
- Roberta Palombini : Roberta
- Nestor Marin : Matraca

## Festivals et récompenses
- Festival International du Film d’Environnement (FIFE) – sélection en compétition officielle (France – 2010)
- Festival du film de l’Environnement de Washington (U.S.A – 2010)
- Festival des 3 Continents (France – 2010)
- Festival International de Cinéma Indépendant (BAFICI) – Grand Prix (Buenos Aires – 2010)
- Festival International du Film de Rotterdam – Tigre d'or (Pays-Bas – 2010)
- Festival International de ciné de Morelia – Prix du meilleur film mexicain (Mexique – 2009)
- Festival de Miami 2010 – Prix du Jury (U.S.A – 2010)
- Festival de Buenos Aires – Prix du Meilleur Film (Argentine – 2010)
- Festival Rencontres Cinémas d’Amérique Latine de Toulouse – Prix FIPRESCI de la première œuvre (France – 2010)
- Festival International du Film de la Rochelle (France – 2010)
- Festival Paris Cinéma (France – 2010)
- Festival Ciné-Jeune (France – 2010)

## Autour du film
Jusque-là documentariste, le réalisateur introduit une part de fiction dans son film auquel il avoue donner une dimension militante pour la sauvegarde du récif corallien de Chinchirro, situé dans la mer des Caraïbes et l'un des deux plus grands massif coralliens du monde.